# Sistema Ibérico

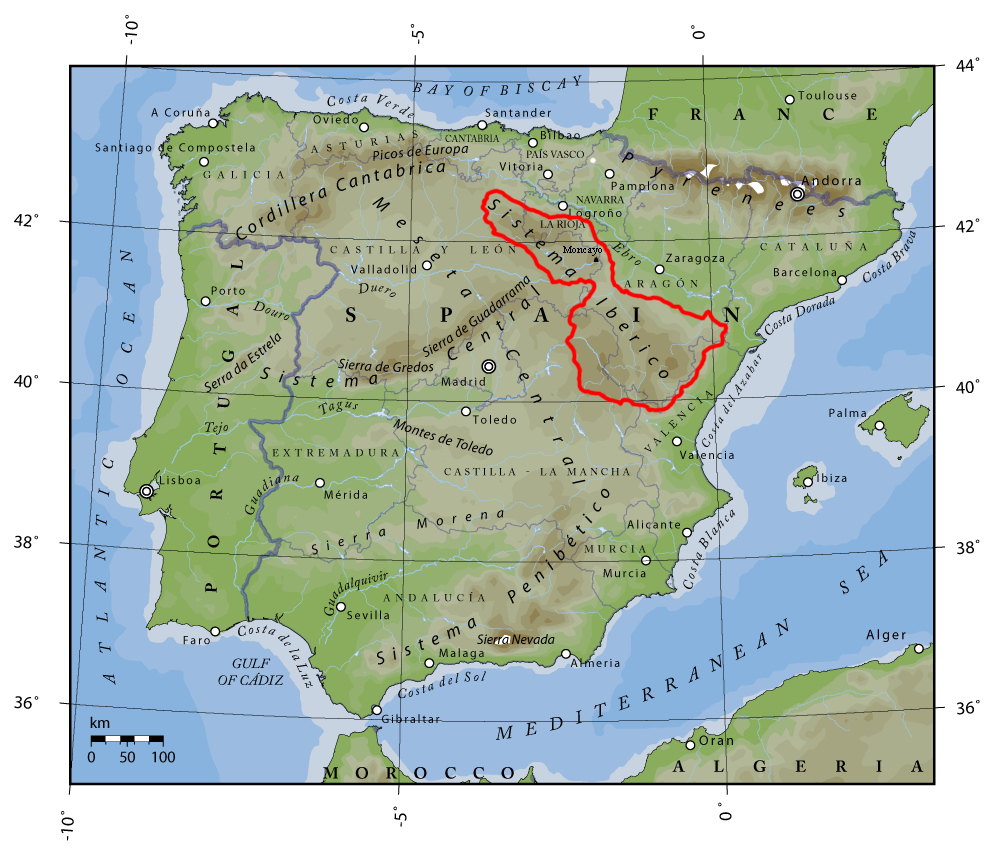
Mapa físico da Península Ibérica com o Sistema Ibérico em destaque

O Sistema Ibérico é uma cordilheira de montanhas de altitude média que limita a meseta central de Espanha e da Península Ibérica. Alguns dos picos mais importantes são o Moncayo (2.313 m) - o de maior altitude -, o monte San Lorenzo (2.262 m), o Pico de Urbión (2.228 m), o pico de Javalambre (2.020 m) e o de Peñarroya (2.024 m). Nestes nascem rios como o Douro, o Tejo, o Turia, o Júcar e o Cabriel. Este sistema separa a meseta central da depressão do Ebro, caracterizando ambos os climas.

## Descrição
Este sistema montanhoso de Espanha estende-se na direcção noroeste-sudeste entre a depressão do Ebro e a Meseta, ao longo de mais de 500 km, concretamente desde o corredor de La Bureba, na província de Burgos, a escassa distância da Cordilheira Cantábrica, até às proximidades do Mar Mediterrâneo, na província de Valência.
Pela situação geográfica age como divisória de águas entre a bacia do rio Ebro e as dos rios Douro, Tejo, Guadiana (Záncara-Cigüela), Júcar e Turia.